# Eugen Calman
Eugen David Calman (* 1. September 1861 in Mainz; † 7. Januar 1923 in Frankfurt am Main) war ein hessischer Politiker (NLP) und ehemaliger Abgeordneter der 2. Kammer der Landstände des Großherzogtums Hessen.
Eugen Calman war ein Sohn des Weinhändlers Maximilian Calman und dessen Frau Rosalie, geborene Niederwiesen. Calman, der evangelischen Glaubens war, heiratete am 16. April 1892 in Alzey seine Frau Amalia Gertrude Louise Charlotte, geborene Römer (1868–1944). 
Eugen Calman studierte an den Universitäten Leipzig, Heidelberg und Gießen Rechtswissenschaften und wurde 1882 Akzessist am Amtsgericht Mainz. Er wurde 1886 Gerichtsassessor und arbeitete dann als Rechtsanwalt in Alzei, wo er später Notar wurde. Von 1914 bis 1914 gehörte er der Zweiten Kammer der Landstände an. Er wurde für den Wahlbezirk Rheinhessen 2/Alzey als Nachfolger von Edmund Diehl gewählt.